# Uroplatus ebenaui
Uroplatus ebenaui is een hagedis die behoort tot de gekko's. Het is een van de soorten bladstaartgekko's uit het geslacht Uroplatus.

## Naam en indeling
De wetenschappelijke naam van de soort werd voor het eerst voorgesteld door Oskar Boettger in 1879. Oorspronkelijk werd de naam Uroplates ebenaui gebruikt. De soortaanduiding ebenaui is een eerbetoon aan de Karl Ebenau.

## Uiterlijke kenmerken
Uroplatus ebenaui bereikt een lichaamslengte van ongeveer 4,1 tot 6,6 centimeter exclusief de staart en een staartlengte van 1,5 tot 1,8 cm. Deze soort heeft van de bladstaartgekko's een van de kortste staarten. De lichaamskleur is bruin, met een patroon van donkere strepen een de rug die op bladnerven lijken.
Deze soort lijkt enigszins op Uroplatus lineatus, maar mist de strepen. De kop is sterk afgeplat en driehoekig van vorm en heeft grote, roodbruine tot helderrode ogen. De staart is erg kort en sterk afgeplat, bij veel exemplaren is deze slechts enkele millimeters dik. De totale lengte is ongeveer 10 centimeter, waarvan de staart slechts een kwart beslaat. De poten zijn vrij kort en hebben grote hechtschijven waarmee de gekko zich goed vast kan houden aan takken. Kenmerkend zijn twee platte verhogingen boven de ooropeningen die de kop nog groter doen lijken.

## Levenswijze
Deze soort bewoont de kust- en bergbossen waar het wat koeler en droger is. Echter ook in dit deel van het regenwoud heeft nog altijd dagtemperaturen rond de 24 graden, nachttemperaturen van rond 19 graden en een constante luchtvochtigheid van meer dan 60%. De gekko is met name te vinden in het dichte woud tussen de takken van planten, open gebieden worden gemeden. Het is een struik- en boom bewonende soort die niet vaak op de grond komt en 's nachts actief is. Het voedsel bestaat uit allerlei kleine insecten die al klauterend gevangen worden.

## Verspreiding en habitat

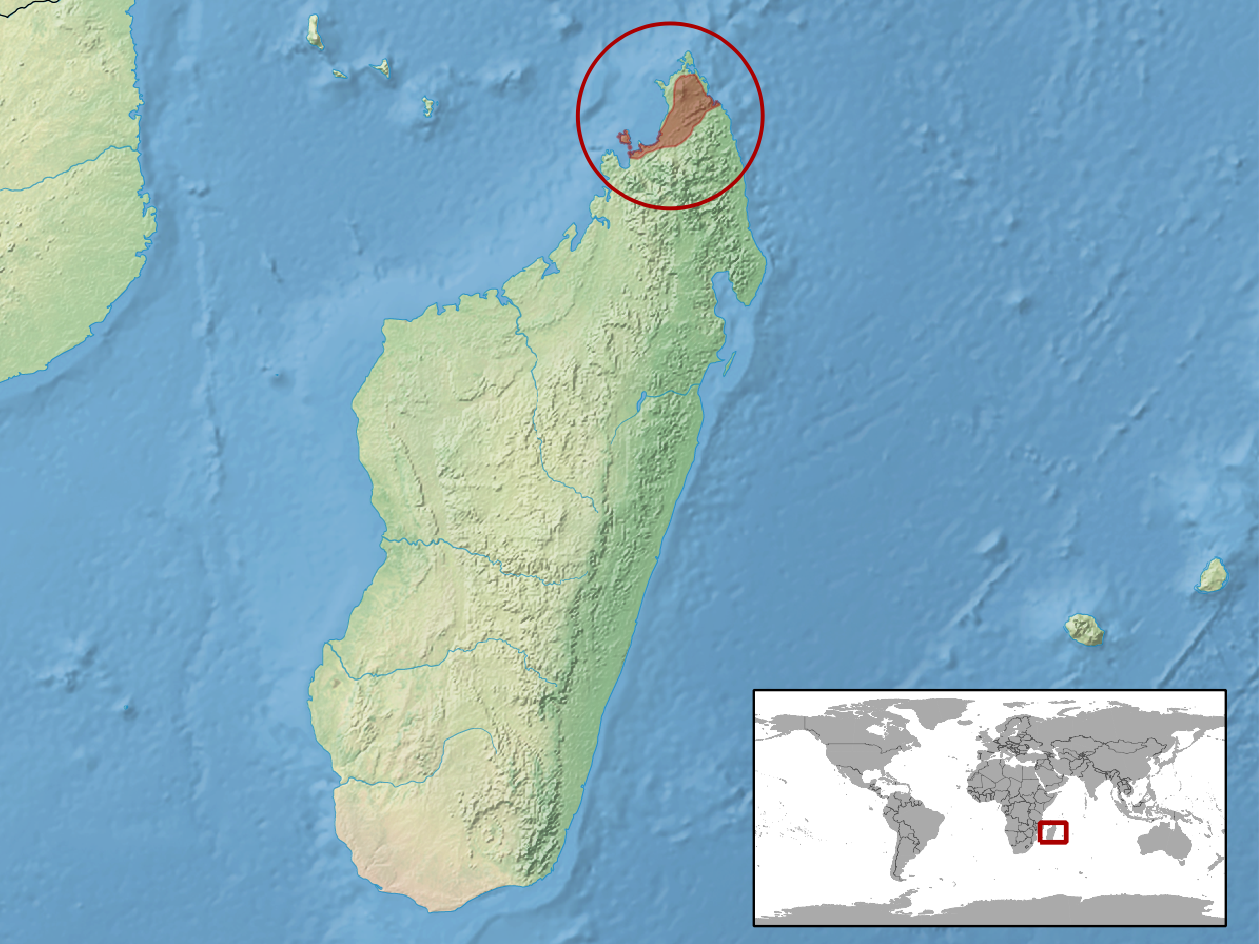
Verspreidingsgebied in het rood.

De soort komt voor in delen van Afrika en leeft endemisch in noordoostelijk Madagaskar, inclusief de eilanden Nosy Be en Nosy Komba. De habitat bestaat uit droge tropische en subtropische bossen en vochtige tropische en subtropische laaglandbossen. De bladstaartgekko is aangetroffen van zeeniveau tot op een hoogte van ongeveer 500 meter boven zeeniveau.

## Beschermingsstatus
Door de internationale natuurbeschermingsorganisatie IUCN is de beschermingsstatus 'kwetsbaar' toegewezen (Vulnerable of VU).